# 融資
融資（ゆうし、英語: loan）とは、お金を必要とする者に貸し、資金を融通すること。
消費者金融などでは「ローン」と呼ばれることが多い。個人向けの小額融資（クレジットカードの付帯サービスなど）では「キャッシング」と呼ばれることも多い。

## 概説
銀行などの金融機関は、法人や個人などを相手に、利息（金利）を得る目的で行っている。多くは金銭消費貸借契約を結ぶという形で行っている。ただし、そうではない目的・形態で融資を行っている組織・機関・団体もある。
証書貸付、手形貸付、当座貸越などと同義に用いられることもあるが、より広義には手形割引なども含む。貸付けの場合、貸し手側から見ると貸したお金は、会計上、資産という勘定科目に入れられる（法的には金銭債権となる）。貸付けの場合には、貸し手は貸付人とも呼ばれる。また、返済期間が1年以内のものは「短期貸付金」、1年を超えるものは「長期貸付金」として区別される。
なお、お金が貸されるということは、貸す側と借りる側があって成立するが、反対側の借り手側から見ると、同じ事象が借金ということになる。借り手側から見ると、そのお金は「借入金」（やいわゆる「借金」）にあたり、会計上は負債という勘定科目に入る（法的には金銭債務となる）。借り手は借入人とも呼ばれる。

### 銀行の場合
銀行融資とは、銀行が借り手の借用書（銀行の資産）を受け取り、預金通貨（銀行の負債）を創造することである。
銀行の場合、中央銀行（日本では日本銀行）から借りたお金や、一般の人々から預かった預金、金融債等々を原資としてそれを貸し出す。
法人相手の融資について解説すると、借りることを望む法人（＝資金需要者）全てに融資を行っているわけではなく、日本の銀行などでは一般に、一定の内部基準をあらかじめ設定しておき、資金需要者がそれらの基準（財政状態、経営の状況、業務内容、信用情報、担保の価値など）を満たしているかどうか内部審査を行い、審査を通過したものに対してだけ資金を貸している。
一般に、零細企業などで、貸したお金が返ってこない可能性が高いと判断される場合は、融資は行っていない。結果としてほとんどが潤沢な資金や担保を持たない中小法人には滅多なことではお金を貸さない、という判断になり、いわゆる「雨に濡れている者には傘を貸さない」「晴れていて、濡れていない者に対して傘を貸す」と一般に言われる判断になっていることが多い。この一方、融資を必要としていない（十分なキャッシュを持っている）既存取引先の法人に対しては「お付き合い」や「特別金利」あるいは公的な保証制度を利用した低利融資への借り換えなどを促すなどしていることもある。
なお、米国では事業評価の専任のプロなどもいて、担保が一切ない法人、まだ実績が全く無い新設法人などであっても、純粋に事業の成長可能性や、資金を投入した場合に将来生むであろう利益を評価して、融資を行っているケースが多々ある。しかし、日本の銀行では現在でも、個々の事業の評価をできるようなプロフェッショナルが金融機関内に全くいない、あるいは育てておらず、融資の時点で担保があることをあたかも絶対条件のように扱い、貸付時点での返済能力の有無に重きを置いており、事業の成長可能性を判断していない場合がほとんどである、と言われている。
大手企業に対しては、予め一定金額までの融資枠を設定しておいて、その枠内でなら借りられる、という形（コミットメントライン）にすることがある。

## 融資を実施する機関・団体・仕組
- 銀行
- 信用金庫
- 信用組合
- 農業協同組合
- 漁業協同組合
- 労働金庫
- 保険会社 - 契約者貸付
- 質屋
- 貸金業者
- 日本学生支援機構 - 貸与奨学金
- 地方自治体・民間の貸与奨学金
- 政府系金融機関
- 各地方自治体 - 母子父子寡婦福祉資金貸付金、各地方自治体独自の貸付
- 社会福祉協議会 - 生活福祉資金貸付
- NPOバンク - 市民事業を対象とした、非営利の金融機関。広義にはマイクロファイナンスも含まれる
- マイクロファイナンス - 日本においては、多重債務者や生活困窮者を対象とした、公的給付・貸付と一般的融資の隙間を補完する、非営利・民間の貸付事業[3]
- ソーシャルレンディングサービス - 近年始まった融資仲介サービス

## 回収
債権者は、債務者から元本（元金）、及び利息を受け取る（回収する）権利があり、債務者は、融資金額の元本と、融資金額にかかる利息を支払う（返済する）義務がある、と法律で定められている。
返済形態で分類すると以下のようなものがある。
元利均等返済
各返済日において、一回の返済額が毎回同額の返済方式である。
毎回同じ金額を返済するが、ローン残高が多い返済初期は、返済金額の内訳における利息分が多くなり、元本返済分が少なくなる。
返済が進むにつれ、返済金額の内訳における元本返済分の割合が増加するため、返済初期にはなかなか元金が減らず、返済後期には加速度的に元金が減少していく。
この返済方式は、各返済日におけるキャッシュフローが一定であるため、債務者が認識する返済金額が判りやすいという利点がある。一方、ローンの返済期間の初めのうちは返済額のうち、利息の支払に充当される割合が多く、ローン残高が減りにくいという特徴がある。また、債務者にとって元金と利息をいくら返済しているのかが判りづらいため、元金残高がいくらであるのかも判りづらいという欠点がある。
一般的には住宅ローンなどで採用されている。
元金均等返済（アモチ）
各返済日において、一回の元本の返済額が毎回同額の返済方式である。
毎回同じ金額の元金に、利息を加えた金額を返済する。ローン残高が多い返済初期は、当然利息金額も多くなるために一回あたりの返済金額が上昇する。
返済が進むにつれ、一回あたりの返済金額は減少していく。
この返済方式は、各返済日における元本の支払いが一定であるため、債務者にとってローンの残高、毎回の利息の支払額を認識しやすく、最終返済がいつであるのかが判りやすいという利点がある。しかしながら、利息の支払いについては元本残高にかかるために一定ではないため、借入直後の返済において利息の負担が大きく、借り入れ直後は現預金の手許残高に注意する必要がある。
コーポレートローンにおいて採用されている。
最終回の返済額が大きくなる場合は、「バルーン付アモチ」と呼ばれる。
元本一括返済方式(ビュレット/ブレット)
元本の返済を借入期間の満期日に一括して支払う方式である。
通常、利息の支払いは一定期間毎に行う。
コーポレートローンにおいて採用されている。
残高スライド方式
元利定額返済方式と同じく、一回の返済額が毎回同額の返済方式ではあるが、元本の残高によって一回の返済額が変動する方式である。
これは、リボルビング契約など、追加貸付が頻繁に行われ元本残高が変動する場合において、元利定額返済方式では一回の返済額の計算が煩雑になるため、元本残高の範囲によって一回の返済額をあらかじめ決めておく方式である。
消費者金融など、追加貸付が頻繁に行われるローンにおいて採用されている。

## 金利
固定金利
金利が融資実行時に定められたものから融資期間中に一定のもの。
変動金利
金利が融資期間中に変動するもの。

## 貸付人
単独融資
貸付人と借入人が1対1で契約する融資である。相対取引、相対融資とも呼ばれる。
協調融資
一つの融資先に対し、複数の金融機関が貸出金額を調整して行う融資である。下述のシンジケートローンとは異なり貸出金額については各金融機関で取り決めるが、金利・担保など貸出条件については融資先と各金融機関が個別に取り決める。
シンジケートローン(シローン)
一金融機関だけでは金額的に大きい場合に複数の金融機関が同じ条件で行う融資である。主幹事をつとめる金融機関には手数料収入が入ることが多い。但し融資先に事故があった場合、主幹事が一定の責任を負う取極めがなされる事がほとんどである。本邦においては日本ローン債権市場協会（JSLA）の標準契約を使うことが多い。

## 貸出における不正行為
略奪的な融資は、融資を行う際の悪用の一形態である。サブプライムローンやペイデイレンディングがその例で、貸金業者が認可や規制を受けていない場合、その貸金業者は高利貸しと見なされる可能性がある。

## 特殊な融資
サステナブルファイナンス
新たな産業・社会構造への転換を促し、持続可能な社会を実現するための金融手法。
劣後ローン（劣後債）
他の特定の債権又は一般の債権より支払い順位が劣るローン。融資先が解散したり破綻した時に負債を全て支払った後、資産が残っていれば債務が弁済される。リスクが高いために利子が通常より高くなる。株式（特に無議決権優先株）に近い性質を持っているため、自己資本の一部とみなされる。日本では1990年から解禁された。
ビジネスローン
中小企業・個人事業主向けの融資をパッケージ化したローン商品のこと。貸し倒れリスクが大きい中小企業に対して、個別に融資審査を行うとコストがかかりすぎるため、スコアリングシステムによる自動審査を導入し、金利を高く設定し、時間をかけずに融資ができるタイプのローン。
証券担保融資
顧客が所有する資産の有効活用として、株式等の有価証券を担保にして融資を受ける方法。有価証券の時価によっては最大1億円程度の融資も受けられる。当該各会社が担保適格有価証券と評価基準を定め、時価に対して掛け目を設定し融資額が決定される。また、有価証券を担保とする貸付けは総量規制の「除外貸付け」となる。日本証券金融株式会社、各証券会社で取り扱っている。